# إريك شرورز
إريك شرورز (1958 - 2020)، هو رسام هزلي هولندي وفنان قصص مصورة مشهور في بلده.
توفي بمدينة لايدن يوم 29 مايو 2020 بسبب قصور في القلب عن عمر يناهز 61 عامًا.

## روابط خارجية
- إريك شرورز على موقع IMDb (الإنجليزية)
- إريك شرورز على موقع قاعدة بيانات الفيلم (الإنجليزية)